# إد هاريسون
إد هاريسون هو لاعب هوكي الجليد كندي، ولد في 25 يوليو 1927 في Mimico ‏ في كندا، وتوفي في 10 فبراير 2012.

## وصلات خارجية
- إد هاريسون على موقع دوري الهوكي الوطني (الإنجليزية)
- إد هاريسون على موقع قاعة مشاهير الهوكي (لاعب أن.إتش.أل) (الإنجليزية)
- إد هاريسون على موقع EliteProspects.com (الإنجليزية)
- إد هاريسون على موقع HockeyDB.com (الإنجليزية)
- إد هاريسون على موقع Hockey-Reference.com (الإنجليزية)